# Nishi, Kumamoto
Nishi (西区 Nishi-ku) là quận thuộc thành phố Kumamoto, tỉnh Kumamoto, Nhật Bản. Tính đến ngày 1 tháng 10 năm 2020, dân số ước tính của quận là 91.177 người và mật độ dân số là 1.000 người/km2. Tổng diện tích của quận là 89,33 km2.